# Tenchi souzou design-bu
Tenchi souzou desing-bu (Heaven's Desing Team,部地創造デザ) es una serie de manga y anime de comedia,escrito por Hebi-Zou y Tsuta Suzuki e ilustrada por Tarako. Se ha serializado en la revista de manga sena de Kodansha Monthly Morning Two desde febrero de 2017 y ha sido recogido en seis volúmenes tankōbon. El manga tiene licencia en América del Norte por Kodansha USA. Una adaptación de la serie de anime de Asahi Production se emitió del 7 de enero al 25 de marzo de 2021.

## Sinopsis
Kami-sama ("Dios", en español) creó la Tierra y llenó el mundo de recursos naturales. Aunque Dios originalmente iba a crear los animales que habitarían el mundo, la tarea fue subcontratada a un equipo de mentes creativas. Dios generalmente envía tareas al equipo para cumplir ideas para un animal con características únicas y extravagantes basadas en vagas descripciones o objetivos de diseño. Los diseños que aprueba se convierten en animales mientras que los rechazados vuelven al diseñador para revisar hasta que esté satisfecho. Otras veces, el equipo puede crear libremente un nuevo diseño por sus propios caprichos y preferencias en diseños estéticos y físicos. Uno de los ángeles de Dios, Shimoda, tiene la tarea de supervisar a la tripulación y enviar posibles nuevos animales para la aprobación de Dios.
La serie sirve para ilustrar la biología de los animales de la vida real y sus características, así como explicar algunos problemas biológicos con respecto a los animales míticos, todo ello mostrando los conceptos de pensamiento de diseño,como las pruebas y los prototipos.
- Datos: Q55535748